# 1175 Margo
1175 Margo este o planetă minoră (asteroid), cu un diametru de 24,266 km, din centura de asteroizi. A fost descoperită pe 17 octombrie 1930 la Observatorul Königstuhl de Karl Wilhelm Reinmuth și a fost numită după . 
Obiectul prezintă o orbită caracterizată de o semiaxă mare de 3,2144373 UAi, o excentricitate de 0,067313, o înclinație de 16,27 ° în raport cu ecliptica.